# Careel Bay, New South Wales
Careel Bay este o suburbie în Sydney, Australia. Au fost înregistrate aici 116 de specii de păsări, guvernul federal încheind mai multe acorduri pentru protejarea lor.